# Pałac w Prężycach
Pałac w Prężycach (niem. Schloß Brandschütz) – wybudowany w 1850 r., w Prężycach przez Friedricha Wilhelma Fichtera, komisarza Towarzystwa Ziemskiego dla okręgu Środa Śląska, wsi Prężyce w Polsce, w województwie dolnośląskim, w powiecie średzkim, w gminie Miękinia.

## Historia
Pałac wybudowany na planie prostokąta w stylu neogotyku angielskiego posiada wieżę czworoboczną wtopioną w boczną ścianę (po lewej stronie od frontu budynku) i dwie wieżyczki cylindryczne na rogach tej ściany. Mury zwieńczone krenelażem. Od strony stawu na rogu pałacu ryzalit w formie balkonu. Na bocznej ścianie, po prawej stronie frontu budynku, weranda. Obiekt jest częścią zespołu pałacowego, w skład którego wchodzi jeszcze park z pierwszej połowy XIX w.